# Ian Ferguson
Ian Gordon Ferguson (ur. 20 lipca 1952 w Taumarunui) – nowozelandzki kajakarz, wielokrotny medalista olimpijski.
Jest jednym z najwybitniejszych nowozelandzkich olimpijczyków w historii. Brał udział w pięciu olimpiadach. Debiutował w 1976 w Montrealu. Cztery lata później wystartował – jako jeden z zaledwie czterech Nowozelandczyków – pod olimpijską flagą w Moskwie. Pierwsze medale – trzy złote – wywalczył w Los Angeles. W Seulu sięgnął po złoto i srebro, a w wieku 40 lat brał udział w igrzyskach w Barcelonie. Żaden inny Nowozelandczyk nie zdobył więcej medali olimpijskich od niego. W połowie lat 80. stawał na podium mistrzostw świata.
W 1984 był sportowcem roku w Nowej Zelandii. Pracuje jako trener.